# German Torres
German Torres (* 28. Mai 1957 in Celaya, Mexiko) ist ein ehemaliger mexikanischer Boxer im Halbfliegengewicht. 

## Profikarriere
Im Jahre 1975 begann er erfolgreich seine Profikarriere. Am 11. Dezember 1988 boxte er gegen Soon-Jung Kang um den Weltmeistertitel des Verbandes WBC und siegte nach Punkten. Diesen Gürtel verlor er allerdings bereits in seiner ersten Titelverteidigung im März des darauffolgenden Jahres an Yul-Woo Lee durch Knockout.
Im Jahre 1994 beendete er seine Karriere.